# Бранделери Старо (Виченца)
Бранделери Старо је насеље у Италији у округу Виченца, региону Венето.
Према процени из 2011. у насељу је живело 41 становника. Насеље се налази на надморској висини од 721 м.